# Pastor

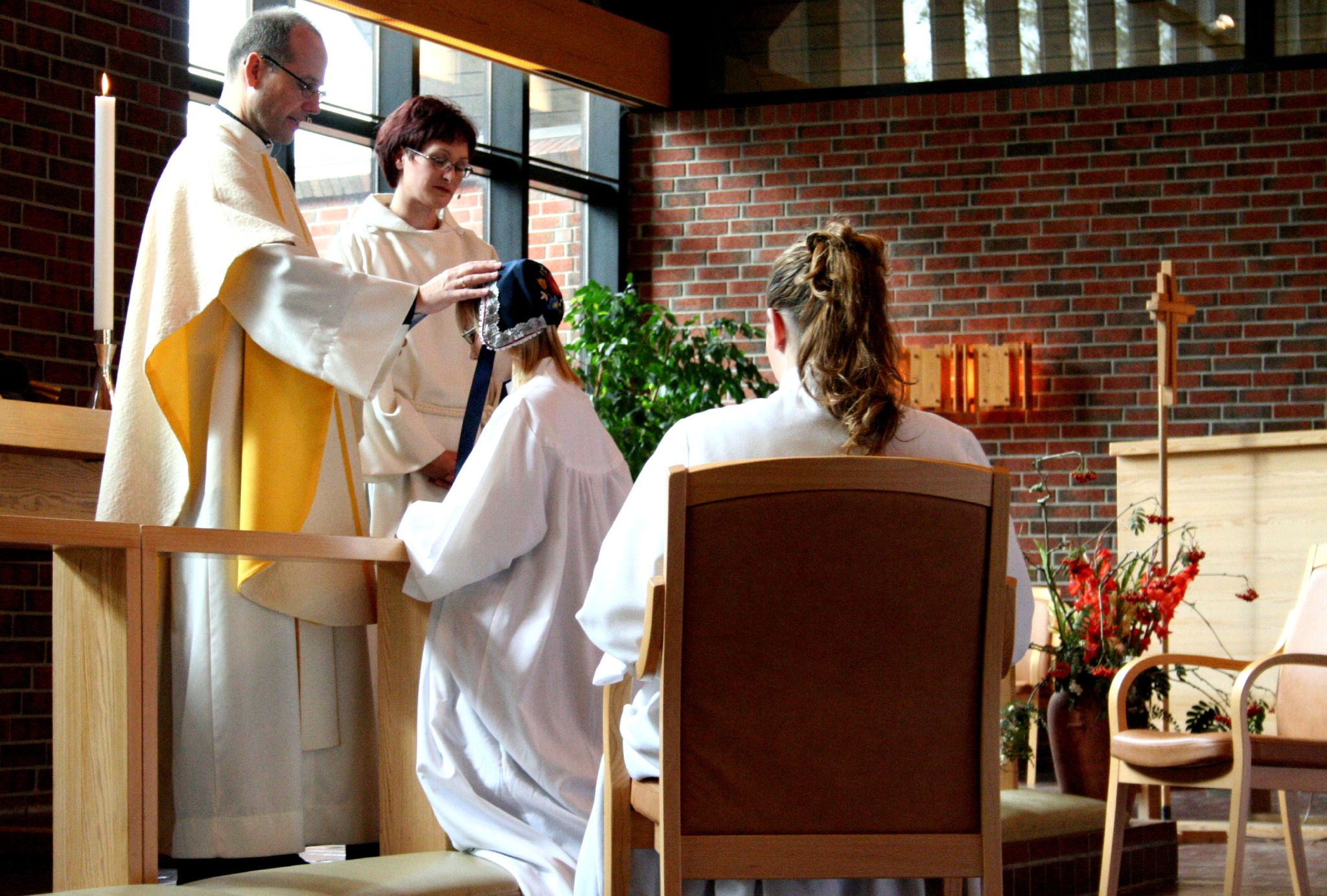
Een pastor aan het werk in de protestantse Kerk van Noorwegen.

Een pastor is iemand die binnen een kerkgemeenschap zorg draagt voor de gelovigen. Het Latijnse woord pastor betekent herder.

## Katholieke Kerk
De titel van pastor is in de Rooms-Katholieke Kerk voorbehouden aan priesters en wordt vooral gebruikt om de functie in ziekenhuizen en verpleeg- en verzorgingshuizen van priesters die geen parochieverantwoordelijkheid dragen aan te duiden.
In de Katholieke Kerk in Nederland en Vlaanderen, alsmede in de VS en Engeland, kwam het woord pastor in zwang na het Tweede Vaticaans Concilie (1962-1965). Het woord werd tevoren enkel door protestanten gebruikt, omdat katholieken de uitgang -or langer uitspraken (pastoor). Pastor werd volgens sommigen als minder klerikaal aangevoeld en zou ook het onderscheid tussen protestantse en katholieke geestelijken moeten verminderen.
Door het afnemend aantal priesterroepingen worden meer en meer leken ingeschakeld in zowel het pastoraat als voor verschillende taken binnen parochies en verzorgingsinstellingen. Volgens sommigen wordt de term pastor oneigenlijk gebruikt voor zowel clerici als leken die al of niet beroepshalve de pastorale zorg voor een bepaalde groep mensen behartigen (bijvoorbeeld "jeugdpastor") of die de pastoor bijstaan in de pastorale zorg voor een parochie. Inderdaad mogen pastorale werk(st)ers en diakens geen pastor genoemd worden. Het is evenwel op sommige plaatsen in Nederland gebruikelijk dit toch te doen.

## Protestantisme
Binnen het protestantisme is het woord pastor een synoniem voor een dominee. Dit is voornamelijk in de Verenigde Staten het geval.

## Oecumenische gedachte
Een andere context waarin het woord 'pastor' gebruikt wordt, is in oecumenische gemeenten. Het is namelijk een woord dat zowel voor een priester als een dominee gebruikt kan worden. Daarom wordt het bijvoorbeeld gehanteerd in sommige studentengemeenschappen met zowel katholieke als protestantse pastores. In Engelstalige landen is het woord pastor duidelijk protestants.